# Amtsgericht Ilmenau

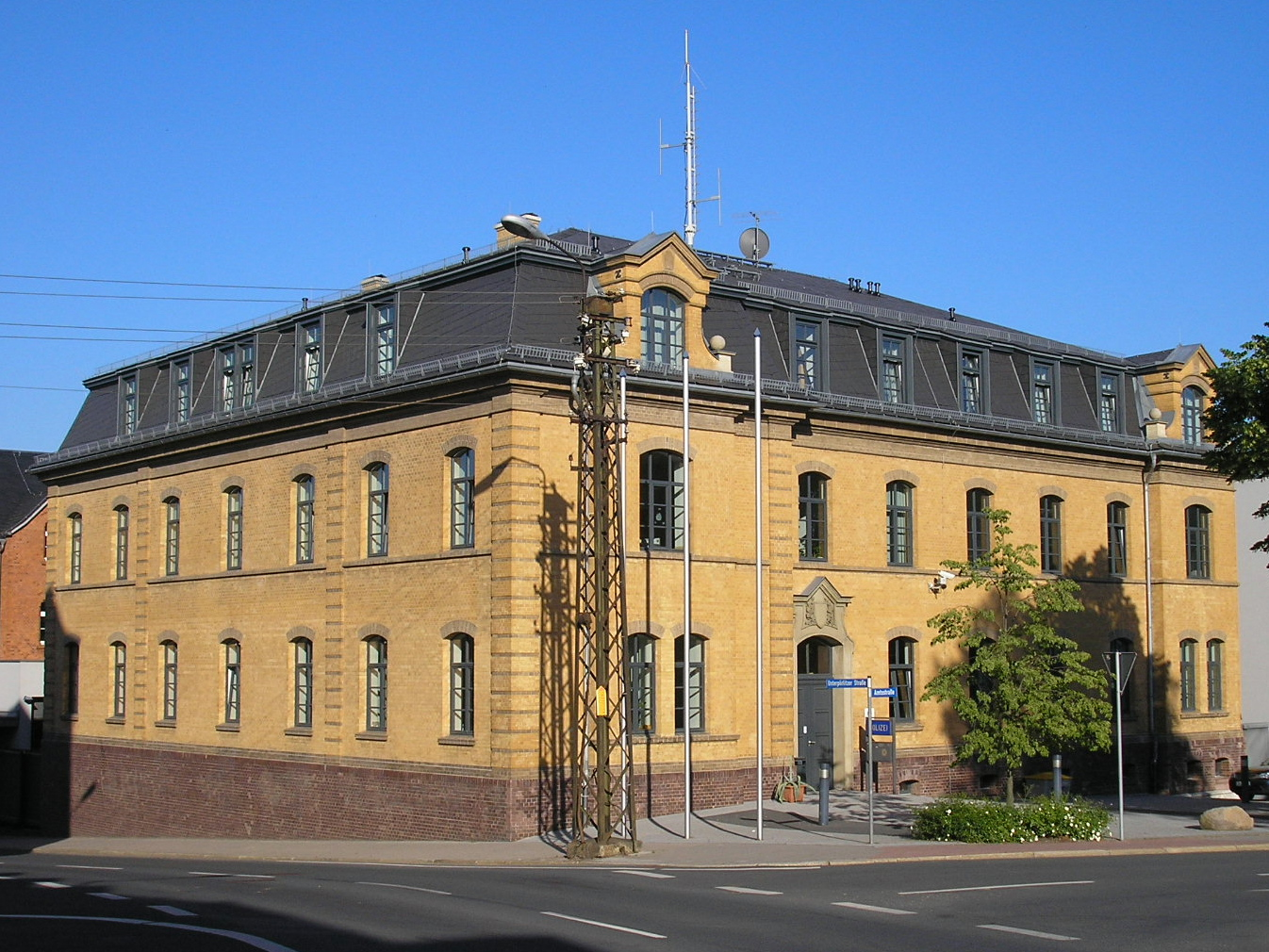
Ehem. Amtsgerichtgebäude Ilmenau (2006)

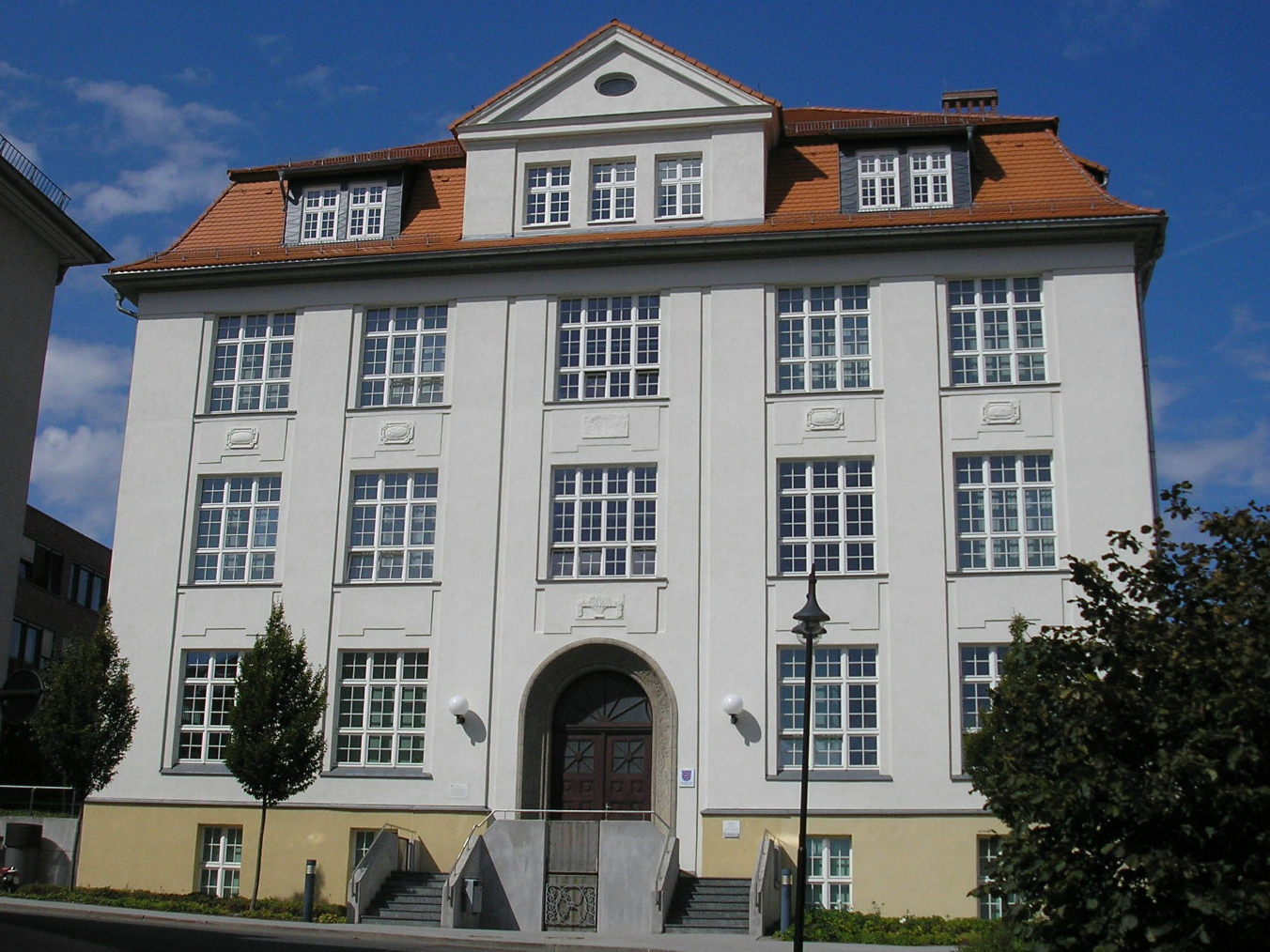
Zweigstelle des Amtsgerichtes Arnstadt (2006)

Das Amtsgericht Ilmenau (bis 1879 Justizamt Ilmenau) war ein Gericht der ordentlichen Gerichtsbarkeit mit Sitz in Ilmenau.

## Geschichte
Im Zuge der 1850 im Großherzogtum Sachsen-Weimar-Eisenach erfolgten Trennung der Rechtsprechung von der Verwaltung und der zeitgleichen Aufhebung der Patrimonialgerichtsbarkeit wurde ein Justizamt zu Ilmenau geschaffen, dessen Bezirk das aufgelöste Amt Ilmenau umfasste, also die damaligen Gemeinden Grenzhammer, Heyda, Ilmenau, Kammerberg, Martinroda, Neusitz, Oberpörlitz, Roda, Schmerfeld, Stützerbach, Unterpörlitz und Wipfra. Mit Inkrafttreten des Gerichtsverfassungsgesetzes am 1. Oktober 1879 wurde das Justizamt in das Amtsgericht Ilmenau umgewandelt und gleichzeitig dem neu errichteten Landgericht Eisenach zugeordnet. Dabei wurde Ilmenauer Gerichtsbezirk wie folgt festgelegt: Bösleben, Heyda, Ilmenau, Kammerberg, Martinroda, Neusitz, Oberpörlitz, Roda, Schmerfeld, Stützerbach, Unterpörlitz und Wipfra. Nachdem 1920 Sachsen-Weimar-Eisenach in Thüringen aufgegangen war, kam es am 1. Oktober 1923 zu einer landesweiten Neuordnung der bisherigen Amtsgerichtssprengel. Der Gerichtssprengel umfasste nun: Bücheloh, Elgersburg, Gera, Gräfinau, Heyda, Ilmenau, Manebach und Kammerberg, Martinroda, Neuroda, Neusitz, Oberpörlitz, Roda, Schmerfeld, Stützerbach, Unterpörlitz, Wipfra und Wümbach.
Am 1. Oktober 1949 wurde der Bezirk des Amtsgerichtes Ilmenau um den Bezirk des Amtsgerichtes Gehren erweitert und das Gericht dem Landgericht Erfurt nachgeordnet. Zum 1. Januar 1952 wurden die Amtsgerichte in der DDR aufgehoben und durch Kreisgerichte ersetzt. Nachdem das Amtsgericht Ilmenau Anfang der 1990er Jahre neu errichtet worden war, wurde es zum 1. April 2006 erneut aufgehoben. Es besteht seitdem eine Zweigstelle Ilmenau des Amtsgerichtes Arnstadt.

## Gerichtsgebäude
Das Gerichtsgebäude im Stil des Historismus aus dem Jahr 1898 mit Adresse Ackermannstraße 1 ist heute Teil des Behördenzentrums Ilmenau und wird von der Polizei genutzt. Es steht unter Denkmalschutz.